# Areszt Śledczy w Warszawie-Mokotowie
Areszt Śledczy w Warszawie-Mokotowie, zwyczajowo więzienie na Rakowieckiej lub więzienie mokotowskie – areszt znajdujący się w Warszawie przy ul. Rakowieckiej 37. W związku z planami uruchomienia w kompleksie więzienia Muzeum Żołnierzy Wyklętych i Więźniów Politycznych PRL jednostka znajduje się w likwidacji.
Obiekt był przewidziany dla maksymalnie 951 tymczasowo aresztowanych mężczyzn, w tym 49 miejsc dla recydywistów uzależnionych od alkoholu (oddział terapeutyczny) oraz 45 dla więźniów niebezpiecznych (oddział o podwyższonych standardach ochronnych). Dozór nad nimi sprawowało 404 funkcjonariuszy, jednostka zatrudnia też 33 pracowników cywilnych.

## Historia

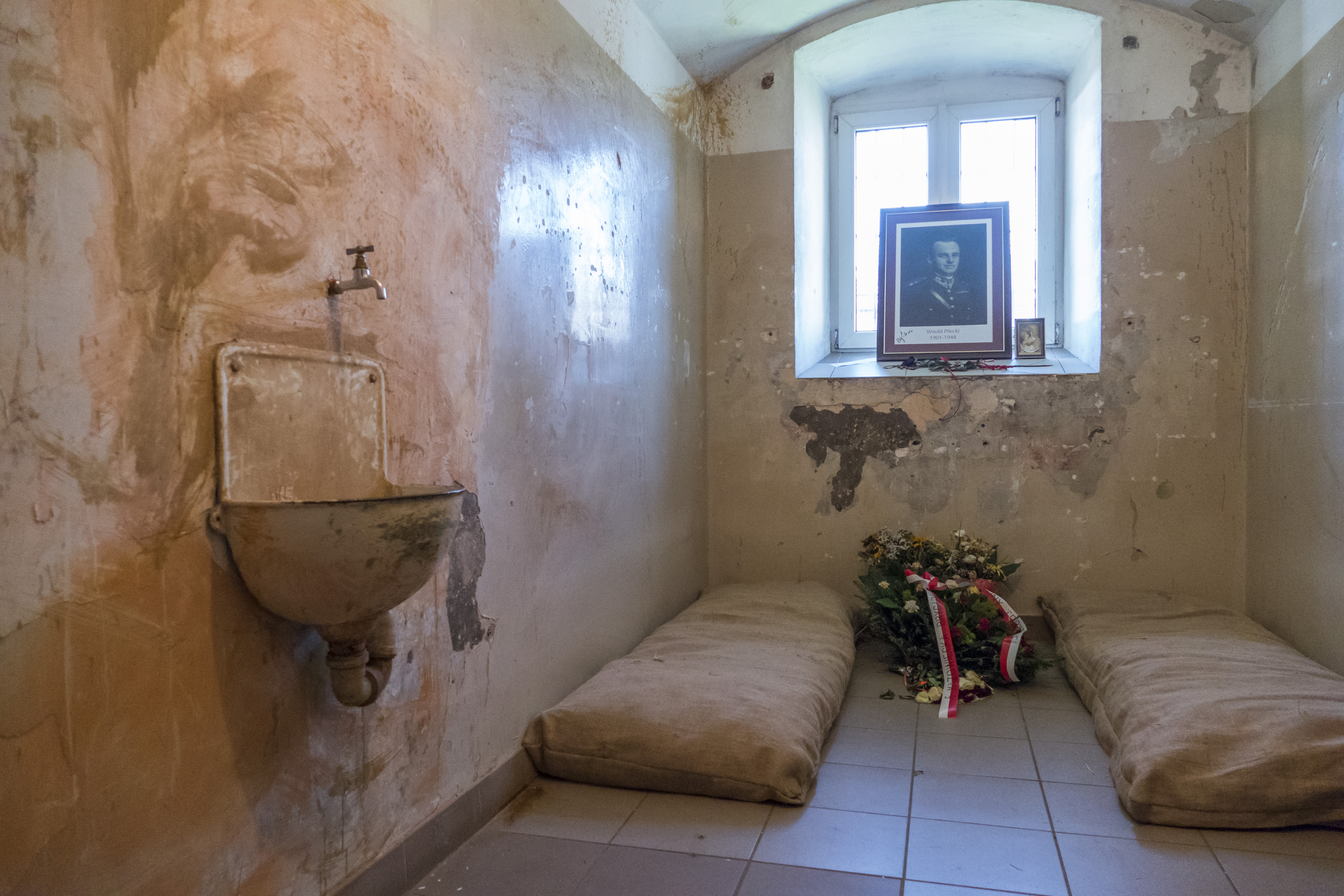
Muzeum Żołnierzy Wyklętych i Więźniów Politycznych PRL

Więzienie Karne wybudowane przez władze rosyjskie w latach 1902–1904 według projektu Wiktora Junoszy-Piotrowskiego z udziałem Henryka Juliana Gaya z przeznaczeniem dla ok. 800 więźniów. Na terenie około 6 ha prócz pawilonów z celami i karceru, pomieszczono kilka kaplic – katolicką, prawosławną i dla wyznawców judaizmu, szpital, budynek mieszkalny dla personelu, zaplecze kuchenne, szereg warsztatów. W 1918 zostało rozbudowywane. Pierwszym naczelnikiem więzienia w II Rzeczypospolitej został Zygmunt Bugajski. W 1928 na jego terenie funkcjonowała szkoła, biblioteka, sala gimnastyczna oraz ogrodnictwo. Służyło jako areszt śledczy i miejsce egzekucji.
W czasie II wojny światowej więzienie pełniło funkcje pomocnicze dla głównego niemieckiego więzienia, którym był Pawiak. Było ono stale przeludnione; w listopadzie 1941 przebywało tam rekordowe 2505 więźniów. Pod koniec lipca 1944 roku 665 więźniów (ok. 30% stanu) zwolniono, część przewieziono do zakładów karnych w Kaliszu i Poznaniu, pozostałych Niemcy zamierzali skierować do kopania rowów przeciwczołgowych.
Pierwszego dnia powstania warszawskiego żołnierze z 1. kompanii szturmowej 4. Rejonu Obwodu Mokotów AK podjęli nieudaną próbę zdobycia więzienia. Następnego dnia w odwecie SS rozstrzelało na więziennym dziedzińcu ok. 600 więźniów. W obliczu nieuchronnej śmierci część osadzonych podniosła bunt i przy pomocy mieszkańców Mokotowa kilkuset więźniów zdołało uciec.
Niezniszczone w czasie działań wojennych więzienie wznowiło działalność w 1945 po wycofaniu się Niemców z Warszawy. Do marca 1945 było zarządzane przez władze radzieckie, następnie przejęło je Ministerstwo Bezpieczeństwa Publicznego. Zamordowano tu, w szczególności w okresie terroru stalinowskiego, wielu więźniów politycznych, których ciała chowano potajemnie m.in. na Służewie i przy murze cmentarza Komunalnego w tzw. kwaterze „Ł”. Naczelnikiem więzienia był wtedy Alojzy Grabicki. Szacunkowa liczba wykonanych wyroków okresu stalinowskiego przewyższa dwa tysiące osiemset. Liczba ofiar zmarłych w więzieniu – co oznacza głównie ich zamęczenie – nie jest do końca poznana. Po upadku stalinizmu zbrodnie badała Komisja Kazimierza Kosztirki, a w 1989 Ministerstwo Sprawiedliwości podjęło pracę nad odtworzeniem pełnej listy straconych. Powołany zespół nie odnalazł jednak dokumentacji dotyczącej miejsc pochówków.
Przez więzienie przewinęła się duża liczba znanych postaci historycznych i współczesnych osób publicznych, przetrzymywanych tu głównie w burzliwych momentach historii Polski przez władze krajowe i okupacyjne.
W 2016 r. Ministerstwo Sprawiedliwości ogłosiło, że areszt zostanie zamknięty, a w kompleksie budynków powstanie Muzeum Żołnierzy Wyklętych i Więźniów Politycznych PRL. Według informacji na stronie muzeum oraz na stronie IPN funkcjonuje ono na Rakowieckiej od 2016 r., od 2020 r. ma status państwowej instytucji kultury. W 2023 r. Rada Ministrów przyjęła uchwałę o zagwarantowaniu w latach 2024–2030 środków na adaptację na siedzibę muzeum byłego Aresztu Śledczego na Warszawa-Mokotów. Finansowanie z budżetu państwa wyniesie do 466,3 mln zł.

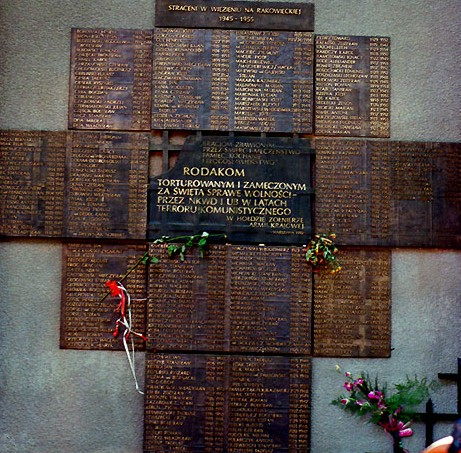
Tablica na ścianie więzienia

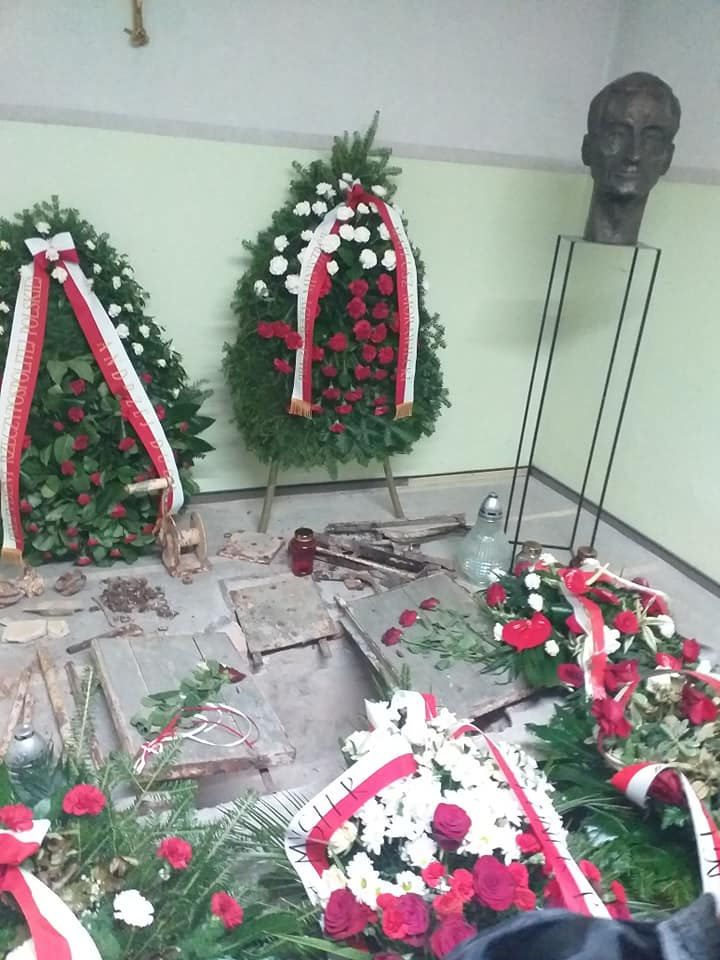
Zapadnia szubienicy w podziemiach aresztu – domniemane miejsce stracenia gen. Augusta Emila Fieldorfa Nila